# Hajdúbagos
Hajdúbagos är en ort i Ungern.   Den ligger i provinsen Hajdú-Bihar, i den östra delen av landet, 200 km öster om huvudstaden Budapest. Hajdúbagos ligger 102 meter över havet och antalet invånare är 2 029.
Terrängen runt Hajdúbagos är mycket platt. Runt Hajdúbagos är det ganska tätbefolkat, med 62 invånare per kvadratkilometer. Närmaste större samhälle är Debrecen, 15,8 km norr om Hajdúbagos. Trakten runt Hajdúbagos består till största delen av jordbruksmark.